# Riziko
Pojem riziko se používá v mnoha souvislostech a má v odborném jazyce různých odborných disciplín odlišný význam.
V globálním slova smyslu jde o určitý druh odrazu negativních stránek vývoje, který celkově nepříznivě ovlivňuje svými příznaky, existenci a následky lidský život. V odborném jazyce bezpečnostních věd jde o období existence studovaného systému (např. společnosti), v němž se skutečně začínají projevovat příznaky plynoucí z kritické fáze vývoje systému. V běžném obecném jazyce jde o velmi konkrétní stavovou podstatu nejistoty v systému vztahující se velmi adresně (konkrétně) k určitému zdroji či příčině našich budoucích problémů a potíží, která má konkrétní časové a prostorové vymezení.
Riziko jako globální pojem možné negace na sebe v politických i odborných bezpečnostních kruzích podvědomě i vědomě poutá značnou pozornost. V každé materiální části světa, která je antropocentricky vnímaná a využívána, jsou skryty šance a rizika.
Šance (naděje) jsou kladné projevy tvůrčího procesu, přinášející při své realizaci výhody, zisky, přínosy a úspěchy, kdežto rizika (nebezpečí) jsou záporné projevy tvůrčího procesu a přírodního vývoje (destrukce), přinášející při své realizaci úmrtí, zranění, škodu, popřípadě zánik.

## Druhy rizik jako druhy možných ničivých vlivů
Fyzikální riziko – světelné záření, tepelné působení, mechanické, elektrické, optické, magnetické a zvukové efekty se svými důsledky, různé jiné druhy záření:
kosmické, rentgenové, proudy částic – neutrina, pozitrony, elektrony.
Chemické riziko – prudké reakce, nevhodné reakce, výrony plynů, kapalin a pevných látek, koroze, otravy živých materiálů i neživých, nežádoucí pH, nevhodné koncentrace, toxické odpady .
Biologické riziko – šíření biologických druhů, vytěsňování původních druhů z prostoru, ztráta reprodukčních schopností, nemoci, epidemie a pandemie, hladovění kvantitativní i fyziologické, fyziologický stres, ztráta odolnosti (imunity) organismů, vetřelci zoologičtí i botaničtí, ztráta diverzity druhů selhávání biologických systémů jako celků.
Ekologické riziko – spojením fyzikálních, chemických a biologických rizik v přírodním prostředí vznikají rizika vyššího řádu – rizika ekologická, změny klimatu, narušování ekologických nik společenstev /subsystémů/ v jemném propojení anorganické a organické přírody.
Psychologické riziko – jde o vnitřní individuální duševní stavy, pocity, zábrany jako stres, problémy v komunikaci, nevraživost, změny subjektivních postojů a pocitů, zátěž z vysoké rychlosti života, množství informací v čase a prostoru, frustrace, záměrné negativní působení skupiny na jedince /šikana/, vytlačování ze skupiny, rozsah a hloubka informační zátěže.
Sociální riziko – vzniká spojením vlastních psychických problémů jednotlivých osob do určitého trendu a směru vyústění. Vnějšími projevy je pak skupinová negativní činnost a ovlivňování systému jako celku působením kriminality, terorismu, zvyšování ekonomických a vzdělanostních rozdílů mezi občany – vzniká napětí mezi skupinami občanů, pokles autority, disciplíny, spekulativnost, davové jevy, migrace lidí a biologických druhů /emigrace a imigrace/.
Ekonomické riziko – jeho projevy jsou všeobecná bída, nezaměstnanost, zadluženost (vnitřní a vnější), záporná, daňové úniky a podvody, monopolismus a kartelové dohody.
Politické riziko – názorová a osobní nesvoboda, omezování projevu slova, spory náboženských proudů a směrů nebo stranické spory
Vojenské riziko – závisí na přímé aplikaci vojenské moci nebo její výhrůžkou projevující se ve svém dopadu, jako např. anexe části území, zábory (anšlus) celých států, okupace, války útočné i obranné, popřípadě násilné zavádění vlastního politického systému.

## Externí odkazy

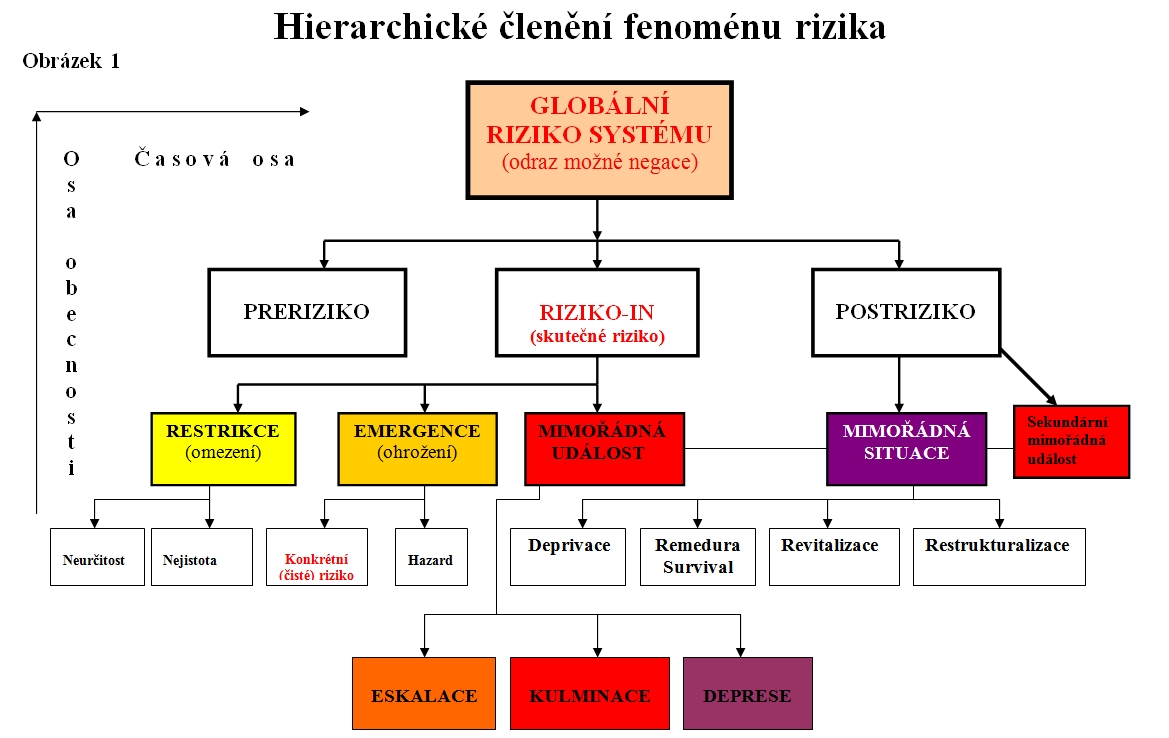